# Ingrid Pahlmann

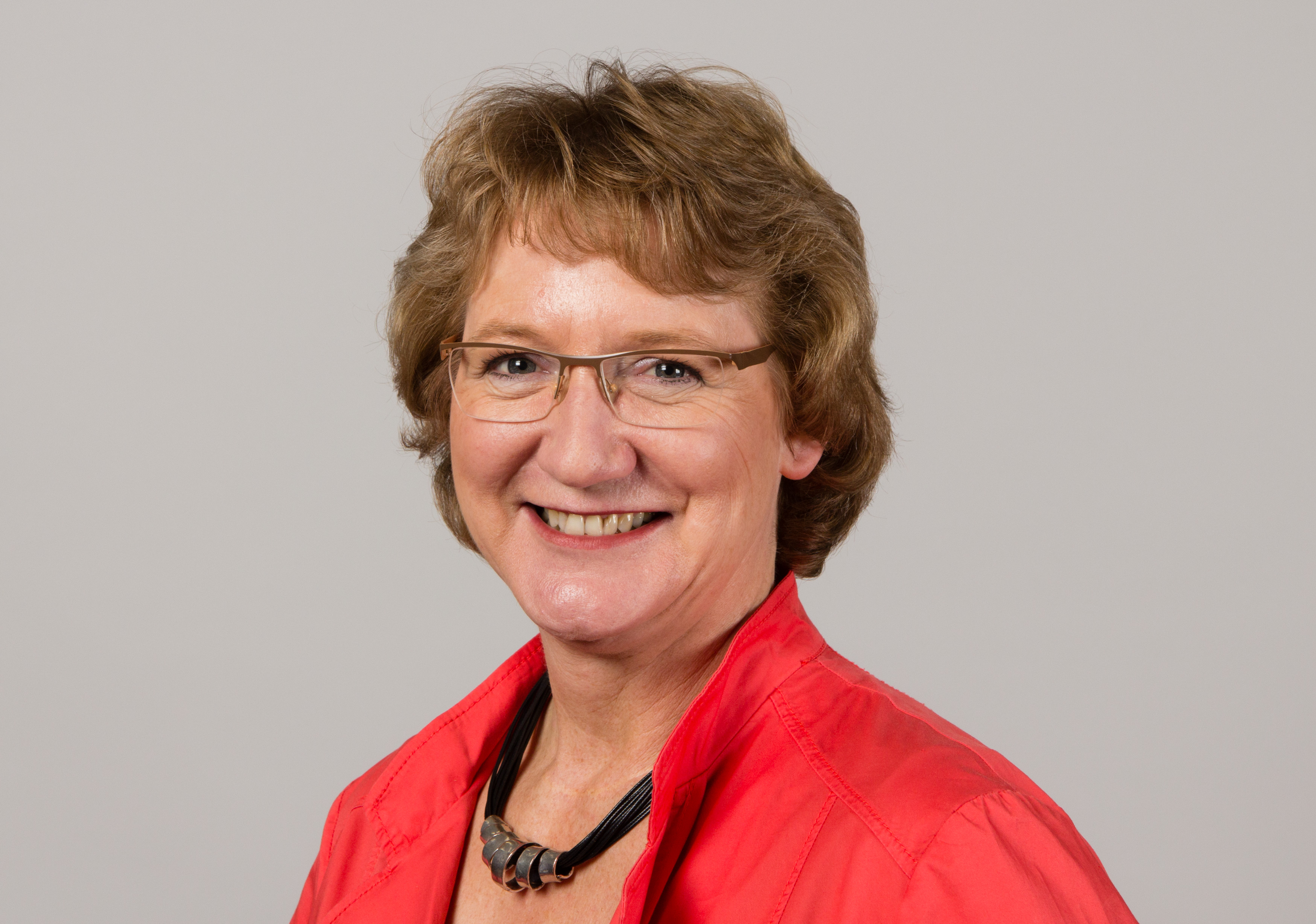
Ingrid Pahlmann (2014)

Ingrid Pahlmann (* 1. Dezember 1957 in Gifhorn) ist eine deutsche Politikerin (CDU). Sie war von 2013 bis 2017, von 2019 bis 2021 sowie von 2024 bis 2025 Mitglied des Deutschen Bundestages.

## Leben und Beruf
Nach Abschluss der Mittleren Reife absolvierte Ingrid Pahlmann eine Lehre zur ländlichen Hauswirtschafterin und besuchte anschließend zwei Jahre die Fachschule zur hauswirtschaftlichen Ausbildung in Celle und Hildesheim. Mit dem Abschluss als staatlich geprüfte ländliche Hauswirtschaftsleiterin war sie über viele Jahre im eigenen landwirtschaftlichen Betrieb tätig, auch als Ausbilderin der ländlichen Hauswirtschaft.
Ingrid Pahlmann ist evangelisch-lutherischer Konfession, verheiratet und hat drei Kinder.

## Gesellschaftliches Engagement
Ingrid Pahlmann ist seit vielen Jahren bürgerschaftlich engagiert. Sie war unter anderem Ausbilderin und Prüferin der ländlichen Hauswirtschaft, sowie Vorstandsmitglied in der Gifhorner Kreisarbeitsgemeinschaft der Ländlichen Erwachsenenbildung in Niedersachsen e. V. (LEB). Ebenfalls war sie im Vorstand des Ehemaligenvereins Celle vertreten.
Des Weiteren ist Ingrid Pahlmann seit 1980 bei den Landfrauen aktiv, davon über zehn Jahre als Vorsitzende des Landfrauenvereins Gifhorn und Umgebung, von 2002 bis 2014 als stellvertretende Vorsitzende der Kreislandfrauen Gifhorn Süd. Mit Erlangung des Bundestagsmandates und der Fusion der beiden Gifhorner Kreisverbände schied sie aus der Vorstandstätigkeit im Januar 2014 aus.
Mit Übernahme ihres Bundestagsmandats wurde Ingrid Pahlmann Jurymitglied des Deutschen Bürgerpreises.
Ingrid Pahlmann ist ehrenamtliche Richterin am Landwirtschaftsgericht und Mitglied der Albrecht-Thaer-Gesellschaft und des Bündnis für Familie Gifhorn.
Seit 2018 ist Pahlmann Vorsitzende des Gifhorner Hospizarbeit-Vereins.

## Politisches Engagement
Im Mai des Jahres 1998 trat Ingrid Pahlmann in die CDU ein. Außerdem ist sie Mitglied der Frauen-Union und der Christlich-Demokratischen Arbeitnehmerschaft.
Seit der niedersächsischen Kommunalwahl 2001 ist Ingrid Pahlmann Mitglied des Rates der Stadt Gifhorn. In den Jahren 2006, 2011 und 2016 wurde sie wieder direkt in den Gifhorner Stadtrat gewählt. Im Jahr 2011 wählte die CDU-Fraktion im Rat der Stadt Gifhorn Ingrid Pahlmann zur Fraktionsvorsitzenden. Seit 2006 ist sie auch Beigeordnete im Verwaltungsausschuss der Stadt Gifhorn.

## Abgeordnete
Bei der Bundestagswahl 2013 kandidierte Ingrid Pahlmann für die CDU im Wahlkreis Gifhorn-Peine. Zuvor hatte sie sich gegen mehrere Kandidaten in einer Urwahl der Parteimitglieder durchgesetzt. Bei der Wahl am 22. September 2013 erhielt sie 42,1 % der Erststimmen, unterlag damit aber dem SPD-Kandidaten Hubertus Heil. In den Deutschen Bundestag zog sie jedoch über Platz 14 der CDU-Landesliste Niedersachsen ein.
Im Deutschen Bundestag war Ingrid Pahlmann ordentliches Mitglied im Ausschuss für Familie, Senioren, Frauen und Jugend und im Ausschuss für Ernährung und Landwirtschaft. Dem Unterausschuss Bürgerschaftliches Engagement stand sie als stellvertretende Vorsitzende vor. Auch war sie hier als Obfrau tätig. Des Weiteren war Ingrid Pahlmann stellvertretendes Mitglied im Ausschuss für Verkehr und digitale Infrastruktur und Beisitzerin im Fraktionsvorstand der CDU/CSU-Fraktion im Deutschen Bundestag. Pahlmann gehörte zu den 75 Unionsabgeordneten, die für die Einführung der gleichgeschlechtlichen Ehe stimmten.
Pahlmann wurde am 27. August 2016 einstimmig in einer Urwahl der Parteimitglieder erneut zur CDU-Direktkandidatin für den Wahlkreis Gifhorn-Peine gewählt. Allerdings unterlag sie hier wieder knapp Hubertus Heil und auch ihr Landeslistenplatz 6 reichte nicht, da nur die Kandidaten bis Listenplatz 5 in den Bundestag einzogen.
Am 1. August 2019 rückte sie für Ursula von der Leyen in den Bundestag nach, da diese im Zuge ihrer Wahl zur EU-Kommissionspräsidentin ihr Mandat niedergelegt hatte. Pahlmann gehörte in der 19. Wahlperiode den Ausschüssen für Familie, Senioren, Frauen und Jugend sowie für Ernährung und Landwirtschaft als stellvertretendes Mitglied an. Darüber hinaus war sie erneut Mitglied des Unterausschusses Bürgerschaftliches Engagement und dort erneut Obfrau für die CDU/CSU-Bundestagsfraktion.
Bei der Bundestagswahl 2021 kandidierte sie erneut. Sie wurde am 20. März 2021 durch die CDU-Mitglieder im Wahlgebiet zur Direktkandidatin gewählt. Sie erhielt 24,4 % der Erststimmen und verlor damit deutlich gegen Hubertus Heil (SPD). Auch ihr Listenplatz 12 reichte nicht, sodass sie erneut aus dem Bundestag ausschied.
Am 2. Januar 2024 rückte Pahlmann für André Berghegger erneut in den Bundestag nach. Sie war erneut ordentliches Mitglied des Ausschusses für Familie, Senioren, Frauen und Jugend sowie stellvertretendes Mitglied des Unterausschusses Bürgerschaftliches Engagement und des Ausschusses für Ernährung und Landwirtschaft. Für die Wahl zum 21. Deutschen Bundestag schloss sie eine weitere Kandidatur aus.